# SVP Graubünden
Die Schweizerische Volkspartei Graubünden (rätoromanisch Partida populara Svizra Grischunⓘ; italienisch: Unione democratica di Centro Grigioni) ist eine politische Partei im Schweizer Kanton Graubünden. Sie ist die jüngste Kantonalsektion der Schweizerischen Volkspartei (SVP).
Am 16. Juni 2008 benannte sich die bis dahin existierende SVP Graubünden als Reaktion auf ihren Ausschluss aus der nationalen SVP in BDP Graubünden um, eine Folge der Wahl von Eveline Widmer-Schlumpf als Bundesrätin und der damit verbundenen Abwahl von Christoph Blocher. Die neue SVP Graubünden wurde am 19. Juni 2008 in St. Moritz von Personen gegründet, welche sich der Linie der nationalen Partei zugehörig fühlten. Bei den Nationalratswahlen 2015 erzielte sie einen Wähleranteil von 29,7 % und holte sich 2 von 5 Sitzen. Sie wurde neu wählerstärkste Partei im Kanton. Die BDP kam mit 14,5 % nur auf Platz 4. Die Partei stellt derzeit mit Magdalena Martullo-Blocher und Roman Hug wieder zwei Nationalräte, nachdem Heinz Brand bei den Parlamentswahlen 2019 abgewählt wurde. Ihr Mitglied Christoffel Brändli war von 1995 bis 2011 Ständerat für Graubünden.
Bei kantonalen Wahlen war die Partei lange Zeit weniger erfolgreich. Bei den Grossratswahlen 2018 stellte sie nur 9 von 120 Sitzen und blieb dabei weit hinter der BDP zurück. Aufgrund der Einführung der Proporzwahl konnte sie bei den Grossratswahlen 2022 ihre Mandatszahl auf 25 Sitze deutlich ausbauen, blieb jedoch weiterhin nur die viertstärkste Kraft. In der Kantonsregierung war sie seit der Neugründung noch nie vertreten.